# Sorondzonboldyn Batceceg
Sorondzonboldyn Batceceg (mong. Соронзонболдын Батцэцэг; trl.: Soronzonboldyn Battsetseg; ur. 3 maja 1990) – mongolska zapaśniczka startująca w kategorii do 63 kg w stylu wolnym, brązowa medalistka olimpijska, mistrzyni i wicemistrzyni świata.
Największym jej sukcesem sportowym jest brązowy medal igrzysk olimpijskich w Londynie w wadze 63 kg. W Rio de Janeiro 2016 zajęła dwunaste miejsce w kategorii 63 kg. Piąta w Tokio 2020 w kategorii 68 kg.
Zdobyła złoty medal mistrzostw świata w 2010 roku w Moskwie i 2015 w Las Vegas. Mistrzyni Azji w 2017, a druga w 2010. Pierwsza w Pucharze Świata w 2013; trzecia w 2011, 2015, 2017 i 2018; piąta w 2012. Wygrała uniwersjadę w 2013 roku.